# Monti Sicani

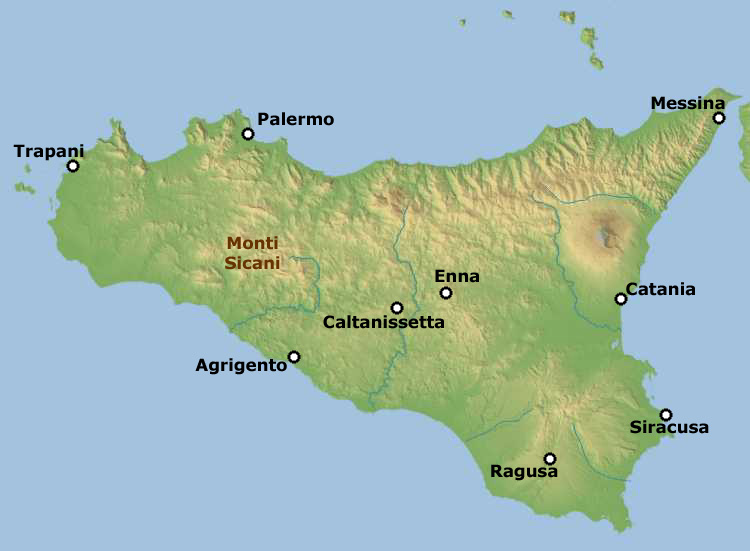
Collocazione dei Monti Sicani in Sicilia

I monti Sicani sono una catena montuosa che insiste nell'area centro-meridionale della Sicilia, tra il libero consorzio comunale di Agrigento e la città metropolitana di Palermo. Con la denominazione di monti Sicani, inoltre, si indica un insieme di comuni posti in questa vasta area dell'Isola, situata a metà strada tra le città di Palermo ed Agrigento da nord a sud e tra le città di Trapani e Caltanissetta da ovest ad est. Il territorio è caratterizzato da una zona collinare di natura argillosa o arenacea adibita a pascolo ed una zona montana, oltre i 900 m, costituita da rocce calcaree pelagiche del mesozoico. Numerose sono le vette oltre i 1000 m che culminano con Rocca Busambra e Monte Cammarata, entrambi oltre i 1.500 m s.l.m.

## Archeologia
Con molta probabilità, i monti Sicani sono stati abitati in epoca preistorica dai Sicani che occupavano la Sicilia centro-meridionale. A partire dal VI secolo a.C. alle popolazioni indigene seguirono varie dominazioni da parte di greci, romani, arabi, ecc.
L'intero comprensorio sin da epoca preistorica è stato interessato da attività agro-silvo-pastorali che hanno fortemente inciso sull’attuale fisionomia e struttura del paesaggio. Gran parte delle cenosi forestali, pertanto, sono scomparse e gli aspetti residuali, talora di notevole pregio, si presentano spesso degradati. I segni più evidenti della presenza antropica sono visibili nella parte meridionale e centro-orientale, mentre nella porzione centro-occidentale sono frequenti ecosistemi di rilevante valore naturalistico.
Tra i toponimi più frequentemente citati nell’antichità, per il territorio vi è quello di Cammarata, attribuito sia al paese sia alla Montagna che lo sovrasta. Parlando dell'Etna, Plinio (Naturalis historia III, VIII) scrive: «Mons Aetna nocturnis mirus incendiis. Crater eius patet ambitu stadia XX. Favilla Tauromenium et Catinam usque pervenit fervens, fragor vero ad Maroneum et Gemellos Colles». L'identificazione del Monte di Cammarata come uno dei Colli Gemelli viene accreditata da diversi storici. Infatti, grazie alla sua peculiare collocazione geografica, Monte Cammarata costituisce uno dei punti panoramici più suggestivi della Sicilia. Di massimo grado è l’indice di intervisibilità costiera che conferma pertanto quanto citato da Plinio relativamente al fragore emanato dall’Etna, durante le eruzioni, visibile anche dai Colli Gemelli. Dalla sommità del rilievo, nelle giornate serene, è possibile scorgere il Canale di Sicilia, la catena dei Sicani fino a Rocca Busambra, alcuni Monti di Palermo, il Mar Tirreno, le Madonie, i Nebrodi, l'Etna e la collina centrale della Sicilia, fino a Caltanissetta ed Enna.
Una recente ricerca archeologica ha identificato 12 siti con concentrazioni di ceramica che vanno dalla Età del Rame medio e del Bronzo al Periodo classico, Medioevo fino al Periodo tardo moderno con strutture in pietra a secco legate soprattutto ad attività pastorali.
Di notevole interesse sono alcuni elementi caratteristici dell'antica popolazione rurale: il pagliaio (esempio di abitazione destinata agli allevatori nomadi), il baglio (struttura abitativa più complessa, utilizzata dai contadini stanziali).

## Lineamenti fisiografici

### Geologia
Il complesso montuoso dei Sicani è costituito da una base di Calcari selciferi stratificati depositatisi nel Mesozoico, di colore grigio avorio e con noduli di selce, ai quali seguono, verso il basso, calcari cristallini a volte dolomitici attribuibili al Trias. Queste tipologie sono evidenti sul Monte Cammarata, Monte Rose e in contrada La Montagnola. Su questa base nel Cretaceo-Eocene si è depositato uno strato di calcare marnoso, sottilmente stratificato, con intercalazioni di selce, di colore rosa chiaro tendente al bianco nella parte superiore. Tale tipologia si riscontra alla base di Monte Cammarata. Al Miocene inferiore risale lo strato di Flysh Numidico e arenarie glauconitiche. Al Tortoniano sono attribuibili conglomerati, arenarie, marne, argille grigio azzurre e sabbie che si rinvengono a ridosso del vallone Granchiara. Al Pliocene-Messiniano i trubi e la serie gessoso solfifera, al Pliocene argille, marne, calcareniti e sabbie. Di recente deposizione sono i detriti nei vari versanti montuosi e il materiale alluvionale lungo il fiume Platani.

### Orografia
La zona montana, oltre gli 800 m s.l.m., è caratterizzata da rilievi carbonatici dalle morfologie aguzze, modellate da processi che operano una progressiva riduzione e disfacimento. Dove le rocce sono fittamente stratificate i rilievi montuosi appaiono levigati e conformati a dosso.
Elenco dei maggiori rilievi:
- Rocca Busambra (1.613 m)
- Monte Cammarata e Monte Gemini (1.578 m e 1.397 m)
- Monte Barraù e Pizzo Cangialoso (1.420 m e 1.457 m)
- Monte delle Rose (1.436 m)
- Monte Pernice (1.393 m)
- Pizzo San Filippo (1.352 m)
- Serra del Leone e Pizzo Stagnataro (1.316 m e 1.346 m)
- Monte Scuro (1.310 m)
- Monte Cardellia (1.286 m)
- Rocca Ramusa (1.276 m)
- Pizzo della Rondine (1.246 m)
- Pizzo Mondello (1.245 m)
- Monte Triona (1.225 m)
- Pizzo di Gallinaro (1.220 m)
- Pizzo Casa (1.211 m)
- Monte Colomba (1.197 m)
- Monte Carcaci (1.196 m)
- Pizzo Catera (1.192 m)
- Serra della Moneta (1.188 m)
- Monte Genuardo (1.180 m)
- Monte Marabito (1.178 m)
- Pizzo Scavarrante (1.072 m)
- Serra Quisquina (1.059 m)
- Cozzo Fanuso (1.045 m)
- Cozzo Panepinto  (1.045 m)
- Pizzo Castelluzzo (1.011 m)
- Monte dei Cavalli (1.007 m)
- Pizzo Colobria (1.000 m)
- Cozzo Minavento (991 m)
- Pizzo di Naso (965 m)
- Monte Adranone (899 m)
- Pizzo dell'Apa (893 m)

#### Idrografia
I principali corsi d'acqua dell'area sicana sono il Fiume Platani, il Fiume Sosio-Verdura e il Fiume Frattina-Belice sinistro. Il Fiume Platani costituisce il limite geografico orientale e meridionale dei Monti Sicani. Il Fiume Sosio ha sorgenti presso Filaga e attraversando i Monti Sicani forma una profonda valle con gole: La Valle del Sosio.

## Biodiversità

### Vegetazione
Le attuali formazioni forestali, localizzate in aree submontane e montane, a quote comprese tra 600 e 1500 metri, mostrano una marcata contrazione spaziale e, in alcuni casi, alterazioni a livello strutturale e nella composizione floristica. Esse comprendono boschi e boscaglie a prevalenza di querce caducifoglie termofile e mesofile e/o di leccio che, in relazione alle condizioni geopedologiche e stazionali dei versanti, presentano spesso compenetrazioni. Tra le specie più espressive dal punto di vista forestale si ricordano quelle afferenti al ciclo di Quercus pubescens s.l., come Quercus virgiliana, Quercus amplifolia e Quercus dalechampii – specie a temperamento più termofilo, diffuse fino a circa 1300 m – mentre Quercus congesta è più rara e tipica del piano submontano e montano. Oltre a queste entità, altre specie fisionomizzanti gli aspetti forestali climacici sono Fraxinus ornus, Sorbus torminalis, Acer campestre, Acer pseudoplatanus, ed ibridi del genere Ulmus come Ulmus canescens e, meno frequentemente, Ulmus minor x Ulmus glabra e Ulmus canescens x Ulmus minor. Numerose sono, inoltre, le entità che compongono lo strato arbustivo ed erbaceo. Ben rappresentata è anche la componente floristica di origine terziaria, comprendente diverse unità tipiche delle formazioni forestali più mesofile, come il leccio (Quercus ilex), il ciavardello (Sorbus torminalis) ed il sorbo montano (Sorbus aria), riscontrabili fino alla sommità di Monte Cammarata.
Sono presenti diversi popolamenti forestali artificiali costituiti in prevalenza da specie non native e/o esotiche, prevalentemente Pinaceae (Pinus halepensis) e Cupressacee (Cupressus glauca, C. arizonica, ecc.), mirtacee (Eucalyptus) e pioppi.
Alquanto consistente è la vegetazione pascoliva, rupestre, dei detriti di falda, dei substrati argillosi, dei corsi d’acqua e palustre, oltre alla vegetazione infestante dei seminativi e delle colture arboree specializzate.
Le sommità dei rilievi, spesso prive di vegetazione arborea, presentano pascoli con eccezionali fioriture primaverili di Orchidaceae e Liliaceae. Lungo i corsi d'acqua si sviluppa una interessante vegetazione ripariale con salici, oleandri e tamerici.
La superficie boscata più estesa dei Monti Sicani è il Bosco di Sant'Adriano nei pressi del Fiume Sosio.

### Flora
Sulla base delle recenti esplorazioni botaniche, la flora dei Monti Sicani ammonta a circa 1000 taxa specifici ed intraspecifici. Le famiglie più ricche di taxa sono le Asteraceae, Poaceae, Fabaceae, Apiaceae, Brassicaceae, Lamiaceae, Liliaceae, Orchidaceae, Caryophyllaceae e le Scrophulariaceae. Tra i generi più ricchi di specie, Trifolium è quello più rappresentativo seguito da Ophrys, Medicago, Ranunculus, Silene, Allium, Bromus, Carex e Lathyrus, Euphorbia, Sedum, Galium e Vicia, Orchis, Geranium e Brassica. Sotto l’aspetto biologico, le terofite, le emicriptofite e le geofite sono quelle che hanno maggiore incidenza percentuale. Il contingente corologico più consistente è quello stenomediterraneo, rilevante è l’incidenza di quello eurimediterraneo e dei corotipi mediterraneo-montano ed eurasiatico. L’endemismo incide per circa il 10% rispetto al totale della flora presente nell'area; buona parte di tale contingente è strettamente connesso ai principali rilievi montuosi..

### Fauna

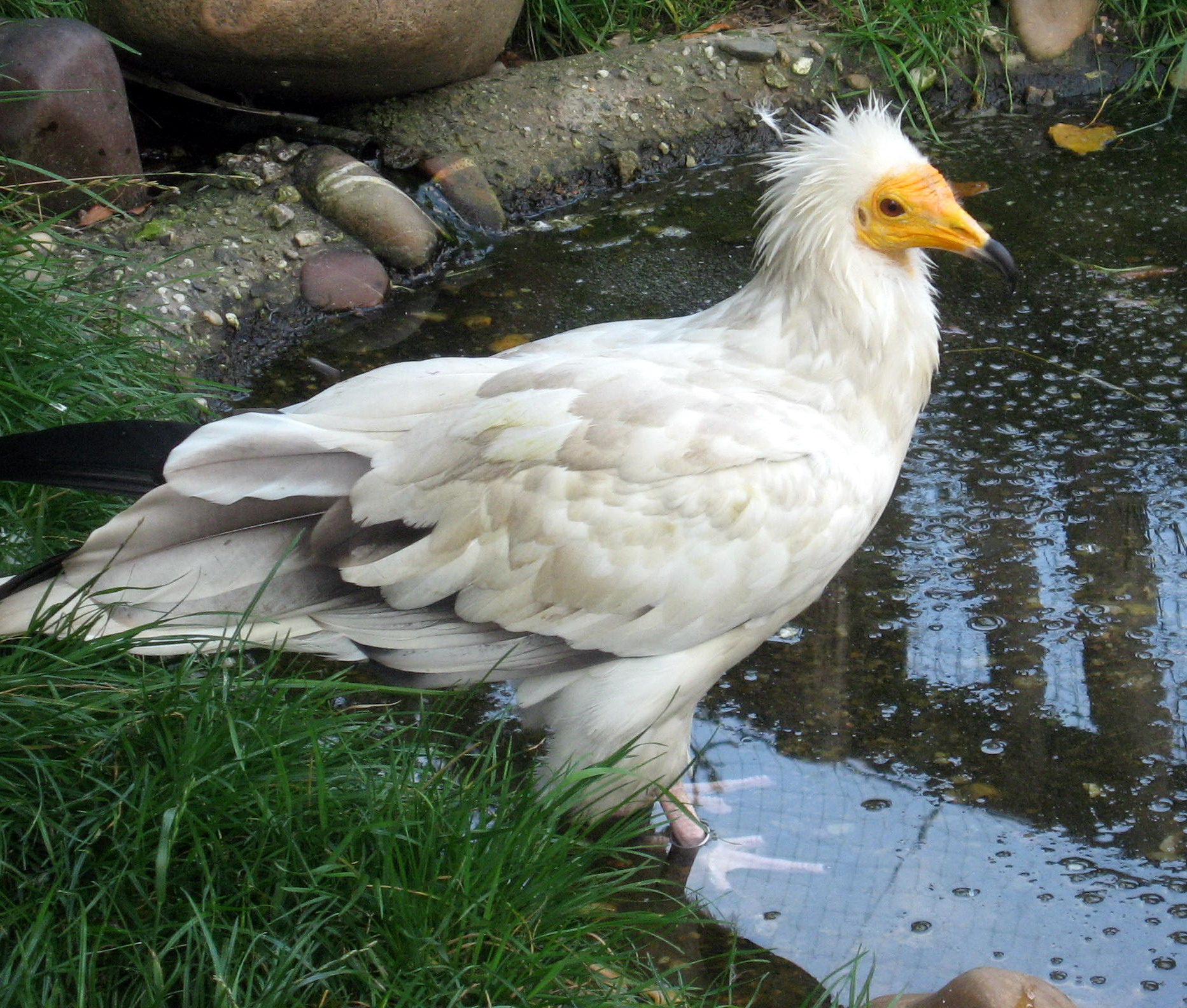
Capovaccaio (Neophron percnopterus)

Il territorio dei Monti Sicani offre diversi habitat alla fauna selvatica che risulta molto ricca di vertebrati ed invertebrati. 
Tra gli uccelli, si riscontrano diverse specie di rapaci rare quali il Nibbio bruno, l'Aquila reale e il Capovaccaio (sono presenti qui gli unici siti riproduttivi della Sicilia), ed altre più diffuse come il Falco pellegrino, lo Sparviero, il Gheppio, la Poiana, l'Albanella, il Barbagianni, la Civetta e l'Allocco. Sono inoltre presenti il Gruccione, il Cuculo, il Codirosso spazzacamino, il Picchio rosso maggiore, l'Upupa e la Tordela, mentre tra gole e strapiombi è talvolta presente il rarissimo Codirossone, la Rondine montana e il Rondone maggiore.
I rettili più comuni sono la Vipera, la Natrice, il Saettone, il Ramarro e la Tartaruga terrestre.
Tra i mammiferi si citano la Martora, l'Istrice, il Gatto selvatico, la Volpe, l'Arvicola del Savi e la Donnola.

## Sentieri
Una rete di sentieri segnati con segnavia bianco-rosso collega tra loro i paesi dei sicani, i principali rilievi montuosi e le riserve naturali.

## Clima
l clima dei Monti Sicani è diversificato in funzione dell’altitudine, dell’esposizione dei versanti e dell’orografia. Le precipitazioni medie variano da 600 a 1050 mm annui e le temperature medie annue da 14,6 a 18,5 °C; i termotipi  variano dal supramediterraneo inferiore per le vette più alte al mesomediterraneo superiore ed inferiore alle quote intermedie sino al termomediterraneo superiore alle quote più basse. Le precipitazioni nevose hanno una durata media di 4-5 giorni/anno e di 7-8 giorni di permanenza al suolo, per le fasce comprese tra 600 e 1000 m s.l.m. Sulla base degli eventi registrati in anni particolari (1942, 1949, 1956, 1962, 1963, 1971, 1981, 1986, 1988, 1999, 2005, 2009, 2012, 2014, 2017), nei rilievi maggiori si riscontrano episodi di notevole intensità con permanenze al suolo della neve di circa che talvolta raggiunge 1-2 mesi. In alcune aree del territorio le precipitazioni (pioggia, neve, grandine) sono incrementate dalla nebbia. Tale fenomeno è frequente nell’area centro-occidentale del territorio, fino alle zone sommitali dei rilievi e lungo l’asta del Fiume Platani fino a circa 400 m di quota.
Sul territorio dei Sicani sono presenti le stazioni meteorologiche di Bivona, di Corleone, di Lercara Friddi e di Prizzi.

## Aree naturali

### Riserve naturali
In questo complesso montuoso sono state costituite le seguenti riserve naturali allo scopo di tutelare la natura:
- Riserva naturale orientata Monti di Palazzo Adriano e valle del Sosio
- Riserva naturale integrale Grotta di Sant'Angelo Muxaro
- Riserva naturale integrale Grotta di Entella

R. N. O. Monte Genuardo e Santa Maria del Bosco 
R. N. O. Monte Carcaci

### Rete Natura
L'ambito territoriale dei Monti Sicani costituisce una fitta rete di Zone di Protezione Speciale.

## Il Parco dei Monti Sicani
Il Parco è stato istituito dall'assessorato regionale al Territorio e Ambiente con decreto pubblicato sulla Gazzetta ufficiale della Regione siciliana n.40 del 21 settembre 2012. Con l'istituzione del parco le seguenti riserve: Riserva naturale orientata Monte Cammarata, Riserva naturale orientata Monte Genuardo e Santa Maria del Bosco, Riserva naturale orientata Monte Carcaci, Riserva naturale orientata Monti di Palazzo Adriano e Valle del Sosio, sono state soppresse perché ricomprese nel territorio del Parco.
Nel 2019 il Parco è stato soppresso dalla Regione Siciliana, a seguito di una sentenza del Tar, e contestualmente sono state re-istituite le Riserve precedentemente inglobate nel Parco dei Monti Sicani.